# Октябр (Шадрінський район)
Октя́бр (рос. Октябрь) — присілок у складі Шадрінського району Курганської області, Росія. Входить до складу Краснозвєздинської сільської ради.
Населення — 198 осіб (2010, 316 у 2002).
Національний склад станом на 2002 рік: росіяни — 95 %.